# Кокос (остров)
Коко́с (исп. Isla del Coco) — необитаемый остров в Тихом океане. Является территорией Коста-Рики, входит в провинцию Пунтаренас, расположен в 300 милях (480 км) от западного побережья страны. Ближайший архипелаг — Галапагосские острова в нескольких сотнях миль на юго-запад. Остров известен тем, что, согласно распространённым легендам, на нём спрятан крупный клад.
Остров покрыт джунглями, морское дно — вулканической породой с буйно растущими водорослями. Фауна этого острова находится под охраной, а в 1997 году ЮНЕСКО занесла остров Кокос в список объектов Всемирного наследия.

## Физико-географическая характеристика

### Географическое положение

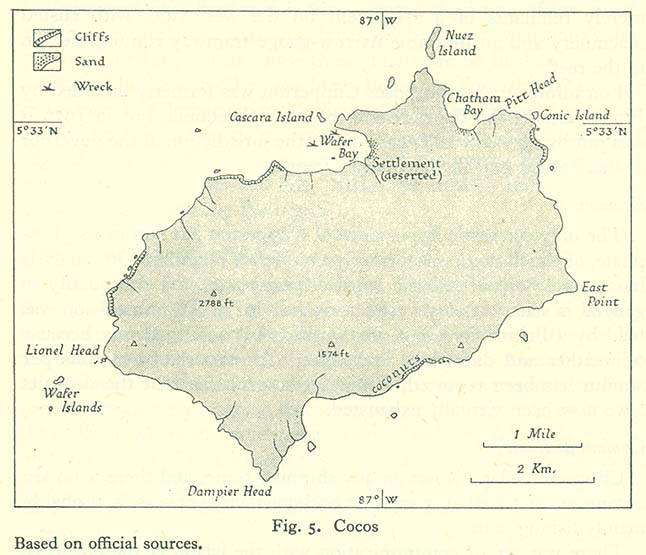
Остров Кокос

Остров Кокос является территорией Коста-Рики. Входит в провинцию Пунтаренас, образуя собственную административную единицу — 11-й кантон Пунтаренас (из 13 существующих). Расположен в Тихом океане, приблизительно в 300 миль (480 км) к югу от полуострова Оса. Общая площадь составляет около 23,85 км² (9,2 квадратных мили). По форме напоминает прямоугольник со сторонами 3 км в меридиональном и 8 км — в широтном направлениях.

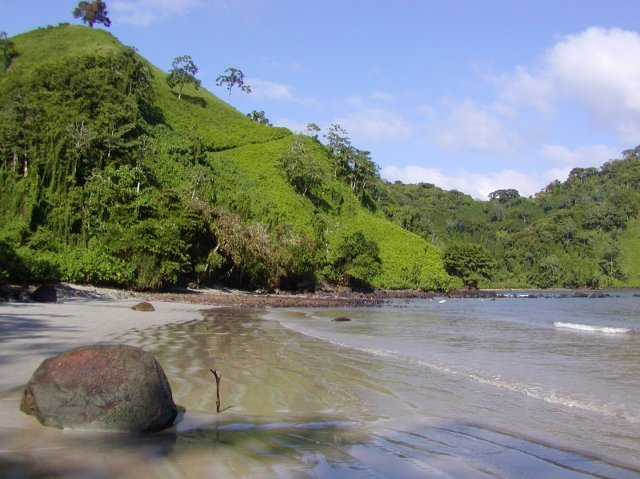
Бухта Чатам

### Климат
Остров находится в так называемой Экваториальной Конвергентной зоне, поэтому погода здесь обычно облачная, ливни часты в течение всего года, их становится меньше  с января по март и с сентября по конец октября. Климат на острове влажный, тропический, как в джунглях, со среднегодовой температурой 23,6 °C и среднегодовым количеством осадков около 7000 мм. Многочисленные тёплые течения из Тихого океана также оказывают огромное влияние на климат острова.

### Геология
В основании острова находится литосферная плита Кокос, названная в честь острова. Аргон-натриевый метод изотопного датирования показал, что формирование острова шло порядка 1,91—2,44 миллионов лет назад, в эпоху позднего плиоцена. В основе своей остров Кокос сложен из базальта, что позволяет с уверенностью говорить о его вулканическом происхождении: раскалённая лава застыла над поверхностью океана, сформировав небольшой кусочек твёрдой поверхности. Поверхность острова гориста, высочайшей точкой является гора Серро-Иглесиас, поднимающаяся до отметки 771 м над уровнем моря.
Горы расположены преимущественно на побережье, центральная часть представляет собой равнину высотой около 200—260 м над уровнем моря. Береговая линия острова сильно изрезана, обычно выделяют 2 крупных залива: Чатам на северо-восточной стороне острова и Уэйфер-Бэй — на северо-западной. Крупнейшие реки — Хенио и Питтиер, обе впадают в океан в районе бухты Уэйфер. На острове около 200 живописных водопадов; в сезон дождей их становится гораздо больше. Почвенный покров образовался в результате разрушения и выветривания скальной породы и, в сущности, представляет собой смесь глины, песка и мелких камней (т. н. «энтисоль»). Отличается кислой реакцией, легко вымывается тропическими ливнями, особенно на горных склонах, где эрозия не сдерживается растительностью.

### Флора

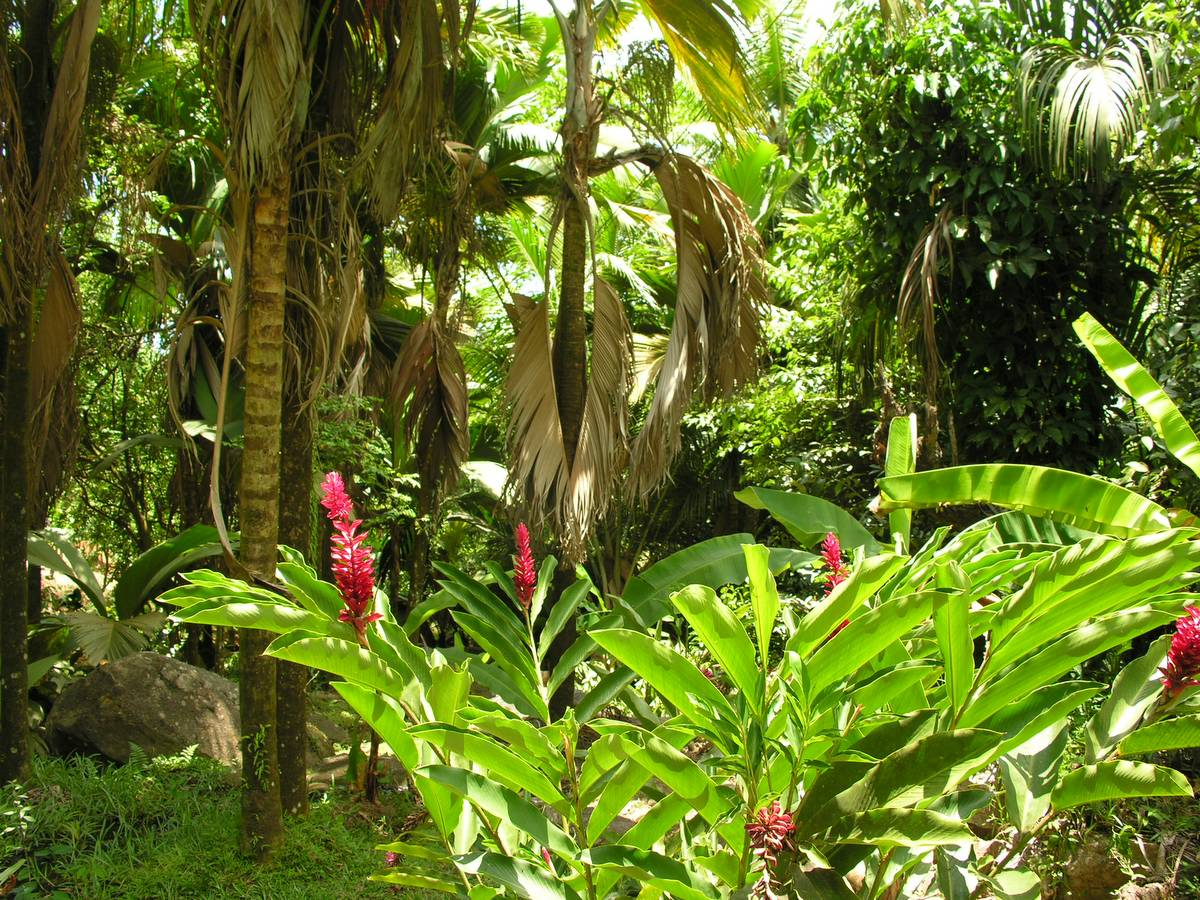
Влажный тропический лес

Растительность острова довольно богата. Остров во многом уникален, что послужило одной из причин того, что остров объявлен заповедной зоной и посещение его возможно только по специальному разрешению правительства Коста-Рики. В частности, из 235 видов произрастающих на острове цветковых растений, 70 встречаются только здесь. Среди прочих интересных представителей флоры острова называют 74 вида хвощей и папоротниковидных, 128 — лишайников и мхов, 90 видов грибов и 41 разновидность грибковой плесени, причём исследование местной флоры далеко не закончено.
Растительность острова условно разделяется на три типа: прибрежную, внутреннюю и горную.
Первый тип составляют влажные тропические леса, поднимающиеся по склонам прибрежных гор приблизительно до отметки 50 м. Основными растениями в прибрежном лесу являются эритрина бурая (Erythrina fusca), кокосовая пальма (Cocos nucifera) и аннона гладкая (Annona glabra). Травяной покров складывается из папоротников и растений, относящихся к семействам Мальвовые и Бобовые.
Второй тип поднимается по склонам прибрежных гор до отметки 500 м и составляет растительный покров внутренней, равнинной области. К этому типу относятся железное дерево, одна из разновидностей авокадо (Ocotea insularis), а также местная разновидность цекропии бриллиантовой (Cecropia pittieri). Распространены также эпифиты, оплетающие деревья, свисающие вниз и превращающие таким образом лес в весьма труднопроходимый, — это орхидные, папоротники, бромелиевые (наиболее известным из которых является ананас), пальма рузвельтия Франклина (Rooseveltia frankliniana), а также несколько разновидностей мхов. Травянистый покров образуют в основном папоротники различных видов, среди прочих Cyathea armata и Danaea media.
Третий составляет горный тропический лес, основными растениями которого являются деревья из семейства Миртовые.

### Животный мир

#### Островная фауна

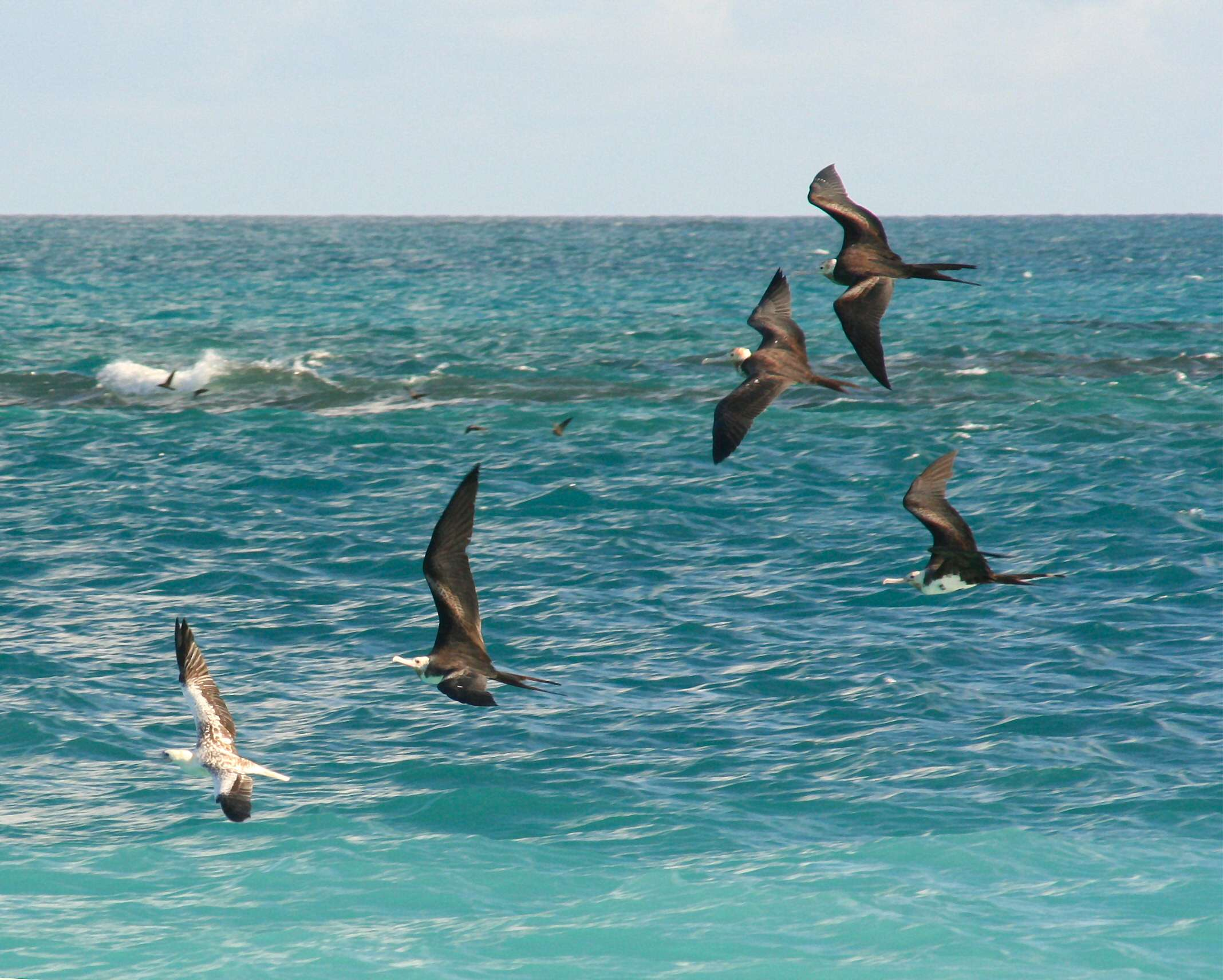
Птицы-фрегаты

На острове обитает более 400 видов насекомых, из которых 65 (около 16 %) являются эндемиками, то есть встречаются исключительно на этом острове. Особенно многочисленны и многообразны бабочки и муравьи. Кроме того, встречается множество разновидностей пауков (среди них особо стоит отметить паука Wendilgarda galapagensis, живущего исключительно на острове Кокос), мокриц и многоножек, некоторые из которых ядовиты. Встречаются также ядовитые змеи.
Остров Кокос является домом для двух видов ящериц — Sphaerodactylus pacificus и Norops townsendii. Оба эти вида встречаются только здесь. Наличие земноводных на острове не отмечено.
Около 90 видов птиц гнездится на Кокосе. В районе острова и близлежащих надводных скал расположены гнездовые колонии многих морских птиц, таких как бурая (Sula leucogaster) и красноногая (Sula sula) олуши, большого фрегата (Fregata minor), белой (Gygis alba) и обыкновенной глупой (Anous stolidus) крачки. 7 видов птиц обитает в глубине острова, 3 из них распространены только здесь: кокосовый мухоед (Nesotriccus ridgwayi), кокосовая кукушка (Coccyzus ferrugineus) и кокосовый вьюрок (Pinaroloxias inornata).
На острове проживают 4 вида наземных млекопитающих: виргинские олени, одичавшие домашние свиньи, кошки и крысы. Все они были интродуцированы (завезены) на остров людьми. Правительство Коста-Рики пытается контролировать распространение этих животных, поскольку они нарушают устойчивость местной экосистемы. В частности, по вине крыс погибает до 90 % птичьих выводков.

#### Морская фауна

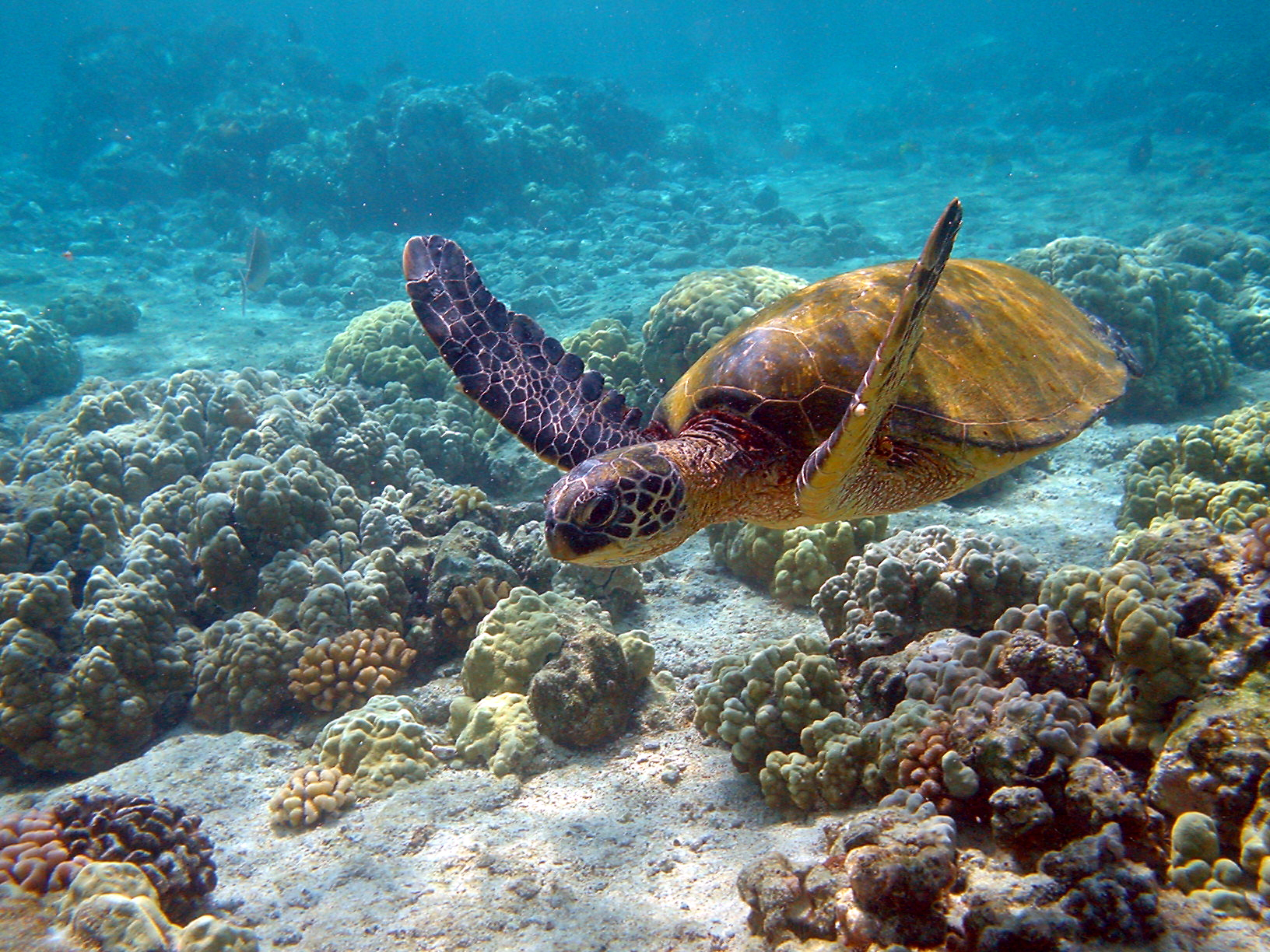
Зелёная черепаха

Тёплые тропические воды, колонии кораллов, подводные горы, вулканические пещеры дают убежище и пропитание 600 разновидностям моллюсков и более чем 300 видам рыб, среди которых стоит отметить желтопёрых тунцов (Thunnus albacares), мант (Manta birostris), рыб-парусников (Istiophorus platypterus), бронзовых акул-молотов (Sphyrna lewini) и, наконец, китовых акул (Rhincodon typus), считающихся самыми крупными в своём семействе.
В прибрежных водах также водятся горбатые киты (Megaptera novaeangliae), гринды (Globicephala), дельфины-афалины (Tursiops truncatus) и морские львы (Zalophus californianus), белопёрые и серопёрые рифовые акулы (Triaenodon obesus). У рифов обитают осьминоги, мурены, биссы (Eretmochelys imbricata), зелёные (Chelonia mydas) и оливковые (Lepidochelys olivacea) морские черепахи, рыбы-попугаи.

## История острова

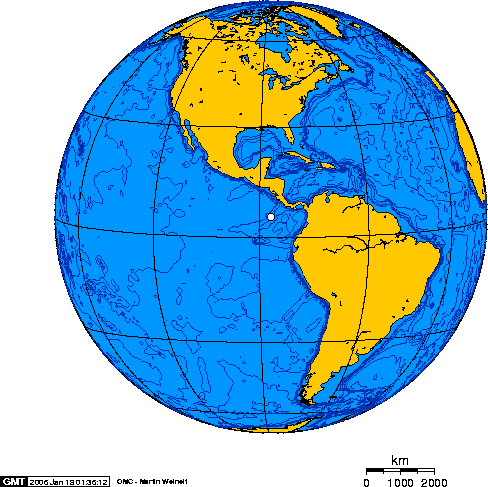
Остров Кокос на карте мира (ортографическая проекция)

История острова Кокос разделяется на шесть различных по важности и историческому наполнению периодов, частично перекрывающих друг друга:
1. Ранняя история. Открытие острова европейцами (около 1526—1542 года)
2. XVII—XVIII века. Собственно «пиратский период», когда остров использовался как база, где можно было запастись рыбой, пресной водой и древесиной для починки судов. Согласно легенде, в это время остров становится знаменитым «пиратским сейфом».
3. Конец XVIII — начало XIX века. Наименее изученный период. Остров служит базой для китобоев, также используется для пополнения запасов пресной воды, дров и корабельной древесины.
4. 1791—1932 годы. Время научного описания и изучения острова. Начинается с посещения острова натуралистом Алехандро Маласпиной и заканчивается путешествием Аллана Хэнкока на моторной яхте «Венеро III». В это время происходит картографирование острова, его геологическое исследование, изучение островной флоры и фауны.
5. 1879—1912 годы: колониальный период. Попытка превратить остров в ссыльную тюрьму, затем — основать на нём сельскохозяйственную колонию. Обе попытки проваливаются из-за слабой связи с материком и трудностей, связанных с выживанием человека в тропических влажных лесах.
6. Первая четверть XIX века — наши дни: поиски сокровищ и эра туризма. На острове побывали около 300 больших и малых экспедиций. Никто из них (по крайней мере, официально) не объявил об успехе. Последняя экспедиция под руководством Джона Ходжеса и Леонела Пачеко посетила остров Кокос в 1992 году и, как многие другие, покинула его с пустыми руками.

### Открытие
Не исключена возможность, что остров Кокос был известен коренному населению Коста-Рики задолго до открытия этих земель испанцами, но прямых доказательств этому нет. По свидетельству Гонсало Фернандеса де Овьедо («Общие сведения о естественной истории Индий»), первым из европейцев на острове высадился Хуан Кабесас, представитель торгового дома Севильи. Кабесас дал острову имя Ракушечный остров Святого Креста (исп. Isla de Coques e Isla de Santa Cruz), однако название было, возможно, перепутано или заменено. Точная дата открытия неизвестна; считается, что произошло это практически случайно, где-то между 1526 и 1542 годами (источники сильно расходятся в датах), когда остров появляется впервые на французской карте Никола Делиена (Nicolas Desliens) под именем Ракушечный остров (фр. Ysle de Coques). Событие это осталось практически незамеченным, ибо Испанская империя не считала заброшенный в океане пустынный остров стратегически важным для освоения новых земель.

### Легенды острова Кокос
Все легенды, связанные с островом, объединяет упоминание наличия на нём до сих пор не обнаруженного клада.

#### Золото инков
В 1532 году империя инков Тауантинсуйю была покорена испанцами под предводительством Франсиско Писарро. В первую очередь конкистадоров привлекало золото, а его в Куско, священной столице инков, было более чем достаточно. Подсчитано, что в качестве налогов, даров и военной добычи сюда ежегодно попадало около 15 тысяч арроб золота (одна арроба составляет примерно 11,4 кг), так что за время существования империи в её столице должно было скопиться, по разным оценкам, от 50 до 100 тысяч тонн жёлтого металла. По законам этого государства, золото, один раз оказавшееся в Куско, уже не подлежало вывозу, что ещё более увеличивало запас.
Во времена храмовых праздников 50 тысяч воинов вооружались мечами, палицами и щитами, сделанными из чистого золота. Огромная золотая цепь охватывала центральную площадь города, а по праздникам придворные должны были танцевать, держа её в руках. Только для того, чтобы поднять цепь, требовалось совместное усилие 200 сильных мужчин.
Один из спутников Писарро описывает так называемый «золотой сад», один из величайших шедевров индейского искусства, в конечном итоге переплавленный в слитки в качестве добычи испанской короны, следующим образом:
В саду этом были высажены самые красивые деревья и самые замечательные цветы и благоухающие травы, которые только произрастали в этом королевстве. Многие из них были отлиты из золота и серебра, причём каждое растение изображено не единожды, а от маленького, едва видного над землёй побега до целого куста в полный его рост и совершенную зрелость. Там видели мы поля, усеянные кукурузой. Стебли её были из серебра, а початки из золота, и было это всё изображено так правдиво, что можно было разглядеть листья, зерна и даже волосочки на них. В добавление к этим чудесам в саду инков находились всякого рода животные и звери, отлитые из золота и серебра, такие, как кролики, мыши, змеи, ящерицы, бабочки, лисы и дикие кошки.

Нашли мы там и птиц, и сидели они на деревьях так, словно вот-вот собирались запеть, другие же будто покачивались на цветах и пили цветочный нектар. И были ещё там золотые косули и олени, пумы и ягуары, все животные и в малом, и в зрелом возрасте, и каждое из них занимало соответствующее место, как это и подобало его природе.
Испанцы захватили в Куско действительно огромную добычу, но тем не менее были уверены, что львиная доля сокровищ уплыла из их рук. По легенде, перед казнью верховный владыка инков Атауальпа сумел передать прислужнику свой последний приказ — кипу из 13 узлов, привязанных к бруску золота. После этого объём добычи золота испанцами практически свёлся к нулю.
Так это или не так — неизвестно, однако документально закреплён другой факт — после завоевания Перу верховный инка Манко II, встретившись с испанским послом, высыпал перед ним на стол бокал кукурузных зёрнышек и, подняв одно из них, сказал, что это — золото, доставшееся испанцам. Другие зёрна — спрятанное в тайники и пещеры золото инков. Манко предложил это золото испанцам при условии, что они навсегда оставят Перу. Несмотря на заманчивость предложения, посол вынужден был отвергнуть его.
Немец Август Гисслер, основатель сельскохозяйственной колонии на острове Кокос, упорно придерживался мнения, что сокровища инков (или большая их часть) сокрыты именно здесь. Неизвестно, что́ легло в основу столь смелого утверждения: никаких документальных подтверждений этому нет, а сам Гисслер после 20 лет бесплодных поисков вынужден был покинуть остров с пустыми руками.

#### Генри Морган
Второй по времени клад якобы принадлежит легендарному пирату, британцу Генри Моргану, укрывшему его здесь во второй половине XVII века. В 1668 году он захватил панамскую гавань Портобело, где скапливалось всё золото перед отправкой в Испанию. В течение следующих трёх лет его военной добычей стали города Маракайбо и Панама. Разграбив эти города, он обрёл славу легендарного пирата. В отличие от многих других, Морган скрупулёзно отчислял положенную часть добычи английскому королю Карлу II и за это на закате своей пиратской карьеры был возведён в рыцари и назначен вице-губернатором Ямайки. Легенда гласит, что спустя некоторое время Карлу II донесли, будто бы Морган утаивал бо́льшую часть награбленного золота и зарыл его на острове Кокос. Король Англии «вызвал» короля пиратов в Лондон, где хотел узнать тайну клада. Но Морган якобы сумел предоставить королю исчерпывающие доказательства ложности возведённых на него обвинений. В 1688 году король пиратов и «государственный деятель» скончался. Тайна его клада на острове Кокос до сих пор остаётся неразгаданной.

#### Уильям Дампир

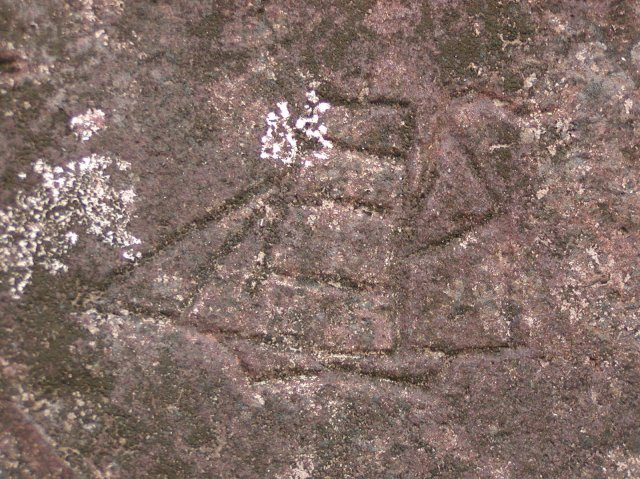
Кораблик, выбитый на скале. По легенде — ориентир для поиска клада

Уильям Дампир — знаменитейший пират, океанограф и литератор. Своим излюбленным местом в мировом океане он называл Карибское море. После ряда успешных набегов на прибрежные поселения он высадился на острове Кокос, который в дальнейшем стал его резиденцией. Здесь пират прятал бо́льшую часть награбленного золота. Испанский король пообещал крупные вознаграждения за головы наиболее известных пиратских предводителей, в числе которых был и Дампир, но это только подстегнуло пиратов — высадки на побережье участились, а недра острова Кокос пополнились золотыми слитками.
Позже Уильям Дампир покинул опасную зону и направился в Индийский океан. По дороге он открыл группу неизвестных прежде островов. В 1691 году бывшему пирату присваивают звание рыцаря, и он окончательно оседает в Лондоне.

#### Бенито Бонито
Бывший капитан английского королевского флота Александр Грахам, взявший себе псевдоним Бенито Бонито, по легенде, порвав с адмиралом Нельсоном, после того как Грахама обошли в чинах и наградах после Трафальгарской победы, поднял на рее «Весёлый Роджер» и тоже избрал своим пристанищем остров Кокос. В 1819 году вместе с бандой головорезов Бенито высадился на материк, захватил конвой с грузом золота, направлявшийся из Мехико в Акапулько, и вернулся на остров. Там, в неприступном с моря гроте, пираты Бонито устроили надёжный тайник, проникнуть в который можно было только со стороны почти непроходимых тропических зарослей через узкий ход, пробитый в скалах сверху вниз. В 1820 году Бонито по прозвищу Кровавый Клинок был повешен на рее английского военного корабля.

#### Клад Лимы

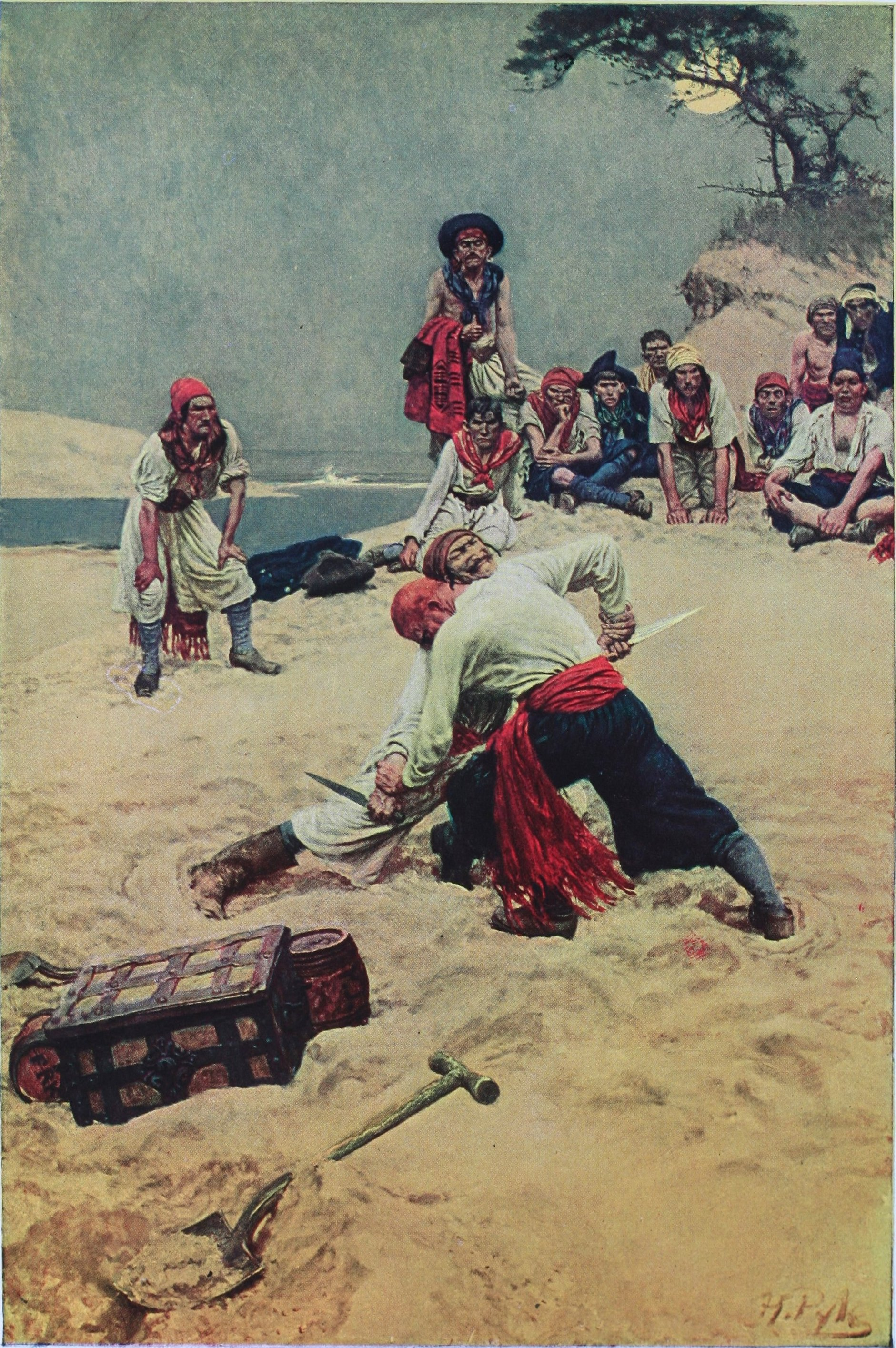
Делёжка. Иллюстрация из «Книги Пиратов» Говарда Пайла

Однако наиболее известной в истории острова Кокос стала так называемая легенда о «сокровищах Лимы». Она утверждает, что во время войны за независимость в Перу, когда во время победного наступления генерала Хосе де Сан-Мартина, в столице тогдашней колонии, Кальяо, скопились ценности знатных испанских беженцев, которые было решено вместе с государственными и церковными ценностями отправить в метрополию. Среди прочего называется статуя Святой Девы (в человеческий рост) с младенцем в руках, отлитая из чистого золота. Задача была поручена английскому капитану Уильяму Томпсону, чьё судно «Mary Dear» («Дорогая Мери») в это время стояло на якоре в порту Кальяо. Испанцы обещали корсару большое вознаграждение, якобы скрыв при этом, что именно они грузят на судно. Официально было объявлено, что речь идёт о государственных документах, к каковым была приставлена многочисленная испанская охрана. Но провести Томпсона не удалось. Глубокой ночью охрана была перебита до последнего человека, якорный канат обрублен, и бриг ушёл в открытое море. Утром беглецов хватились, и в погоню устремился военный корабль. Догнать судно Томпсона ему удалось в бухте Уэйфер острова Кокос. Сокровищ в трюмах уже не оказалось.
Испанцы повесили всех, кроме Томпсона и его старшего штурмана. Их повезли в панамскую тюрьму, где пытками собирались выбить из них признание. Но по пути штурман умер, а капитан хранил тайну клада, разумно полагая, что тем самым спасает себе жизнь.
Волна освободительной борьбы докатилась в 1821 году и до Панамы. Среди отпущенных на волю узников испанских тюрем оказался и Скотт Томпсон. Он перебрался в Канаду, где много лет прожил на Ньюфаундленде, постепенно накапливая деньги, чтобы отправиться на остров Кокос и выкопать клад. Томпсон заключил соглашение с неким капитаном Киттингом, якобы поделился с ним тайной, однако, перед самым плаванием тяжело заболел и, умирая, отдал Киттингу карту острова с координатами тайной пещеры.
Экспедиция Киттинга достигла острова Кокос. Капитан Киттинг и его новый компаньон Боуг пытались скрыть от команды истинную цель посещения острова. Под предлогом охоты они вдвоём сошли на берег, что вызвало подозрение у команды. В отсутствие капитана и его компаньона, матросы обыскали капитанскую каюту, где нашли мешок с драгоценными камнями. Когда Киттинг и Боуг вернулись на судно, взбунтовавшаяся команда потребовала «честного» дележа найденного сокровища. Киттинг и Боуг сделали вид, что согласны, но ночью покинули судно и спрятались в пещере на берегу.
Моряки обыскали весь остров, но не нашли беглецов. Разделив найденные в каюте бриллианты, они подняли паруса и покинули остров. Через некоторое время китобойное судно, остановившееся на острове, чтобы пополнить запас пресной воды, обнаружило на берегу измученного человека. Это был капитан Киттинг. Он рассказал, что его команда подняла мятеж и захватила бриг, вынудив его спасаться бегством на остров. О Боуге Киттинг не упоминал, предполагают, что он убил его в пещере при дележе клада.
Киттинг вернулся с китобоями в Ньюфаундленд, увозя с собой мешочек драгоценных камней, которые обеспечили ему безбедное существование. Говорят, что всю жизнь он стремился ещё раз посетить остров Кокос, но по разным причинам так и не смог осуществить своё намерение..

### Китобойный промысел
Как было уже сказано выше, время американских китобоев приходится на конец XVIII — начало XIX века. Этот период достаточно хорошо описан, однако имеющиеся документы ещё ждут досконального изучения и публикации.
Объектом добычи китобоев, вероятно, служили многочисленные в этих водах гринды и горбатые киты. Сам остров использовался для временных стоянок кораблей с целью запастись пресной водой, древесиной для починки судов и дровами.
По легенде, именно китобои сняли с острова одного из неудачливых кладоискателей — капитана Киттинга.

### Период научного описания и картографирования острова

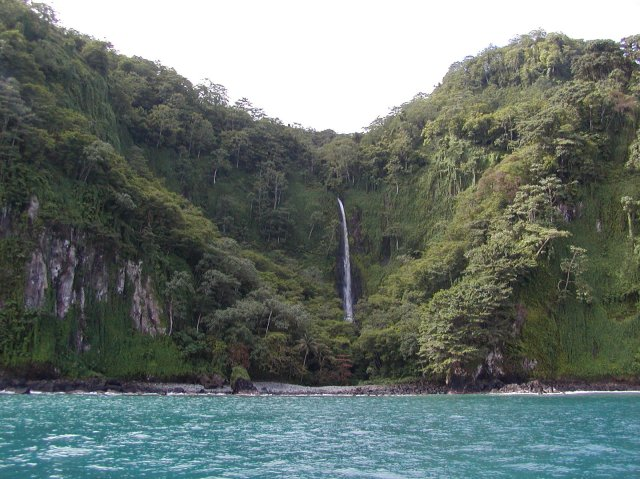
Остров Кокос. Один из водопадов

В конце XVIII века испанская корона всерьёз занялась проблемой картографирования и описания заморских колоний. Посему в Южную Америку (и среди прочего — на остров Кокос) на двух судах «Открытие» (исп. Descubierta) и «Отвага» (исп. Atrevida) была отправлена экспедиция Алессандро Маласпины. Так как позже по приказу испанского короля Маласпине пришлось изменить маршрут и отправиться на север, экспедиция сумела только провести картографирование острова и собрать геологическую коллекцию.
В 1795 году сэр Джордж Ванкувер по приказу Британского Адмиралтейства на кораблях «Открытие» (англ. Discovery) и «Чатэм» (англ. Chatham) отправился на поиски Северо-Западного прохода и по пути остановился на острове Кокос. Экспедиция выполнила картографическую съёмку и составила карту острова.
Следующим на острове появился Эдвард Белчер на кораблях «Сулфур» и «Старлинг», его экспедиция определяла температуру воды и занималась промерами глубин. В дальнейшем, посетив Эквадор, Белчер сумел с помощью петли из корабельного линя захватить 12-футового крокодила.
По поручению Рыболовного департамента США в 1888 году на судне «Альбатрос» (Albatross) на острове появился морской зоолог Александр Агассиз. Позднее его коллекции были переданы Музею сравнительной зоологии в Гарварде.
Орнитологическая экспедиция Хопкинса—Стэнфорда на корабле «Джулия Уоллен» (англ. Julia Whalen) в 1899 году открыла здесь три вида эндемиков — кокосовых мухоеда, кукушку и вьюрка.
Энтомологическая экспедиция, посланная Калифорнийской академией наук на судне «Академия» (англ. Academy) появилась здесь в 1905 году по пути на Галапагосские острова, собрала значительную коллекцию местных насекомых и возвратилась домой уже после разрушительного землетрясения в Сан-Франциско.
В 1924 году остров посетила экспедиция, посланная Британским музеем на корабле «Сен-Джордж» (англ. Saint Georges).
Миллионер Уильям Вандербильт II дважды посещал остров на своих яхтах «Орёл» (англ. Eagle) и «Ара» (англ. Ara) в 1921—1928 годах во время кругосветных путешествий. В 1930 году здесь побывал Винсент Астор на корабле «Нормал» (англ. Nourmhal).
В 1932 году на остров прибыл морской зоолог Аллан Хэнкок на моторной яхте «Велеро III» (Velero III). Ему удалось составить богатую коллекцию морских ракообразных.

### Попытки основать колонию

Август Гисслер

Практически ничего неизвестно о попытке превратить остров в ссыльную тюрьму. Колония, состоящая из ссыльных, смогла просуществовать здесь только три года (1879—1881), видимо, из-за слабой связи с материком, а также множества ядовитых змей и москитов, переносчиков жёлтой лихорадки.
В 1897 году коста-риканское правительство назвало немецкого авантюриста и охотника за сокровищами Августа Гисслера первым Губернатором Острова Кокос и позволило ему создать здесь сельскохозяйственную колонию. Гисслер отправлялся на остров с твёрдой убеждённостью, что здесь хранятся сокровища Атауальпы. Впрочем, действовал он методично и неспешно.
В первую очередь Гисслер озаботился устройством фермы, где можно было выращивать овощи и заготавливать впрок океанскую рыбу. После этого остров был разбит на сто квадратов, и каждый из них Гисслер методично раскапывал до тех пор, пока заступ не упирался в скальное основание. Этой работе он посвятил без малого 20 лет, найдя всего лишь горсть испанских золотых дублонов чеканки 1788 года. Возможно, это убедило Гисслера в бесплодности дальнейших попыток, возможно, после смерти жены он не пожелал здесь оставаться, но через двадцать лет Гисслер покидает негостеприимный остров, оставив очередным золотоискателям налаженное хозяйство и совет не тратить времени зря.

## Кладоискательство и туризм

### Кладоискательство
Новейший период в истории острова начинается с первой четверти XIX века, с прибытия сюда первой экспедиции кладоискателей.
С тех пор на поиски сокровищ на Кокос их было снаряжено более 300. Интерес к «острову сокровищ» со временем то затухал, то вспыхивал опять.
Карта Томпсона, которую он якобы оставил перед смертью своему другу Фицджеральду, многократно копировалась и перепродавалась, но, насколько это известно, ещё никого не привела к успеху. В конце концов, в ней стали появляться разночтения, вызванные ошибками копирования и прямым подлогом — в одних вариантах копии «золотая» пещера была обозначена у подножия одной из гор в глубине острова, в других — в подводном гроте, в третьих — под землёй. На перепродажах «пиратской карты» наживались неплохие капиталы, а в настоящее время она предлагается даже в Интернете.
После непосредственных клиентов Фицджеральда, перепродавшего карту под тем предлогом, что ему не под силу собрать средства для поисков клада, наступает затишье вплоть до середины века. И вновь интерес к сокровищам острова Кокос вспыхивает после появления в Сан-Франциско некоей Мери Уэлч, выдававшей себя за подружку Кровавого Клинка. Если верить её рассказу, то Бенито Бонито похитил восемнадцатилетнюю Мери из дому, и несколько лет она провела с ним в плавании на «Релампаго», вплоть до тех пор, пока пиратский бриг не был захвачен англичанами. После того, как Бонито был казнён, Мери приговорили к каторге; освободившись, она решила организовать синдикат, чтобы вырыть клад, спрятанный практически у неё на глазах. Мери имела с собой ещё одну пиратскую карту, якобы переданную ей самим Бонито.

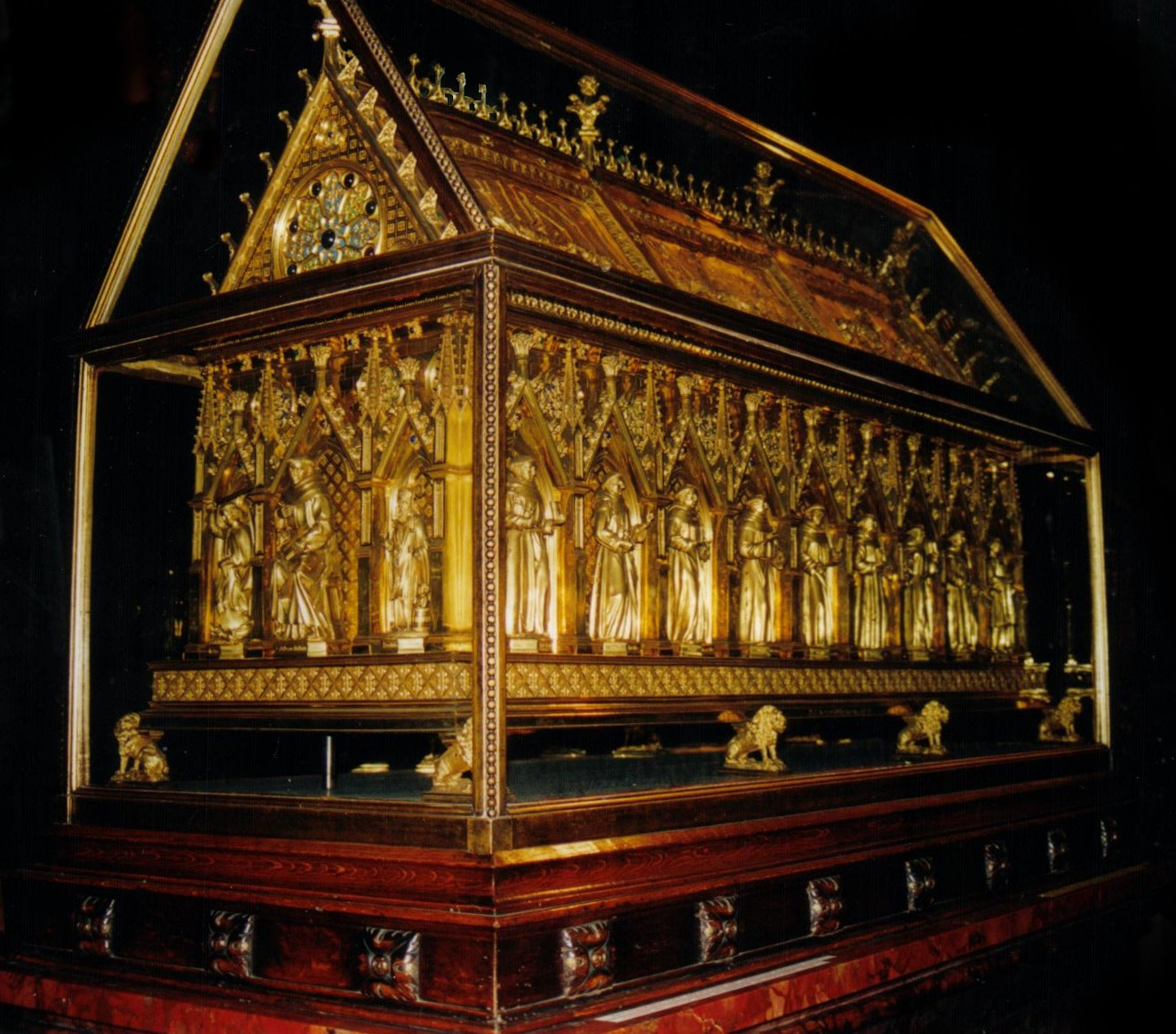
Видимо, так должно выглядеть сокровище Лимы

Пайщики нашлись сравнительно легко и в 1854 г. Мери Уэлч прибыла на остров Кокос на пароходе «Френсис Эл Стил». Однако же, походив по острову, она объявила, что местность слишком сильно изменилась с тех времён. Пайщики синдиката решили всё же не отступать, и продолжили поиск вслепую, однако, пробив в скальной породе около десятка туннелей и шахт, ничего не нашли. Синдикат лопнул, но на своих рассказах и продаже очередной «пиратской карты» Мери Уэлч сумела нажить неплохое состояние, позволившее ей безбедно прожить до конца своих дней.
В 1926 году на острове побывал знаменитый автогонщик Малькольм Кэмпбелл, вооружённый очередной копией «карты Томпсона». Считается, что он вложил в организацию экспедиции 40 тыс. собственных средств, но уже через месяц покинул остров, конечно же, с пустыми руками.
Дань кладоискательству отдал и американский миллионер Уильям Вандербильт II, но опять же, все усилия пропали даром.
В период с 1935 по 1940 год остров трижды посещал президент США Франклин Рузвельт, но не для поиска сокровищ, а для отдыха. В то время пока президент отдыхал, его охрана и помощники обыскали весь остров (подшучивая друг над другом — «Что ты будешь делать, когда выкопаешь горшок золота?») и, конечно же, сокровищ не нашли.
В середине XX века на остров пять раз возвращался цитрусовод из Калифорнии по фамилии Форбс, опять же, ведомый картой Томпсона. Сам Форбс считал знаменитого пирата своим предком, и продав ферму в надежде на скорое обогащение, вложил все средства в организацию поисков. Однако и последняя поездка на остров в 1950 году окончилась ничем.
Трижды сюда приезжал англичанин Альберт Эдвардс. Он прекратил поиски в 1953 году, заявив журналистам:
Я рад хотя бы тому, что остался жив. Ведь далеко не всем так повезло. Одних настигла смерть в бурунах при попытке высадиться на берег, другие пали от рук убийц, третьи умерли от укусов ядовитых змей или стали жертвами тропической лихорадки
Действительно, кое-кто из искателей лёгкой наживы нашёл здесь свой конец. Самая известная из трагедий приурочивается к лету 1962 года, когда на остров Кокос высадилась группа кладоискателей-французов: спелеолог Робер Верн (Robert Vergnes) и его товарищи: журналист Жан Портелл и писатель Клод Шарлье. Они широко разрекламировали свои планы поисков пиратского золота, надеясь, если даже сокровищ не будет, то гонорары за напечатанную о приключениях книгу, теле- и радиопередачи превысят расходы. Но произошло непредвиденное, и задуманным планам не суждено было сбыться. В тот момент, когда они осматривали выходящий в море грот в бухте Чатам (Верн был уверен, что сокровище запрятано именно там), неожиданно заглох мотор, а вёсла лежали на дне лодки, придавленные палаткой. Набежавшая сбоку волна опрокинула лодку, Верна выбросило на скалы, а двое его друзей утонули. Только через два месяца случайно проходившее судно сняло Верна с острова. Верн вернулся на остров в 1973 году, но пещера уже осыпалась и он вернулся без результатов. Позднее Верн посвятил острову свою работу: La Dernière île au trésor (Последний остров сокровищ).
На острове постоянно находятся солдаты, которые сопровождают кладоискателей. Кладоискатели должны содержать солдат на свои средства — таковы условия коста-риканского правительства. Также, по законодательству этой страны, при добыче клада государство автоматически получит 50 % из найденных сокровищ.

#### Критика легенд о сокровищах
Остров Кокос стал знаменитым благодаря пиратским кладам, якобы оставленным здесь в «золотую эпоху» этого промысла — XVII—XVIII века. Однако всё громче раздаются голоса, указывающие, что, кроме 300 неудачных экспедиций, что само по себе заставляет задуматься, есть факты, прямо указывающие: знаменитое сокровище острова Кокос не более чем вымысел, в основе которого лежат лишь обрывочные воспоминания и вечная тяга людей к таинственному.
О сокровище инков, как было уже сказано, нет никаких сведений, кроме убеждённости Августа Гисслера, что они находятся на острове Кокос. Откуда Гисслер взял эту информацию — неизвестно, однако его двадцатилетняя эпопея и особенно её результат говорят сами за себя.
Что касается Генри Моргана, документально доказано, что он никогда не плавал в этих водах. Все документальные свидетельства указывают на то, что все свои налёты пират совершил в Атлантическом (но не в Тихом) океане; единственным, кто сумел обогнуть Америку и притом уйти от испанских военных кораблей был Френсис Дрейк. Как видно, людская молва подхватила смутный, основанный на догадках слух, и превратила его в легенду о сокровище Моргана.
Что касается Бенито Бонито, то в истории Мери Уэлч слишком много неувязок, так, по её словам, будущий пират похитил её вскоре после битвы при Трафальгаре в 1805 году, однако восемнадцать ей исполнилось на 15 лет позже. Далее, в сохранившихся документах суда над бандой Бенито Бонито нет никаких упоминаний о Мери, её процессе и приговоре. Стоит, видимо, предположить, что авантюристка выдумала свою историю с начала до конца, желая нажиться на продаже «пиратской карты», что ей в конечном итоге и удалось.
Ещё менее достоверна легенда о  «сокровищах Лимы». В сохранившихся испанских архивах нет упоминаний о погрузке сокровищ на английское судно, или посылке фрегата в погоню за Томпсоном на остров Кокос. Более того, двухметровая статуя Девы Марии с младенцем, якобы спрятанная в одном из тайников, и поныне находится в кафедральном соборе Лимы, причём, по заявлениям местных властей, никогда его не покидала, и армия генерала Сан-Мартина не посягала на церковное достояние. Поэтому логично предположить, что и эта история вымышлена от начала до конца.
Единственным, кто действительно посетил Кокос был, без сомнения, Уильям Дампир. Его корабль «Услада холостяка» не единожды бросал якорь в бухте Уофер, само название которой дано в честь его судового медика Лайонелла Уофера. Однако, нет доказательств, что Дампир оставил здесь какие-либо ценности.
Впрочем, эти доказательства не имеют силы над желающими разбогатеть на добыче пиратского золота. Как однажды заметил американский проповедник Сидней Смит:
Есть люди, в которых невозможно внедрить новые идеи, кроме как с помощью хирургической операции. Но если вы однажды вгоните в них какую-нибудь идею, то уже не сможете извлечь её оттуда без хирургического вмешательства.

### Туризм
Остров Кокос официально стал частью Коста-Рики 7 ноября 1949 года. С 1980 года здесь начались организованные туры.
На острове сезон дайвинга длится практически круглый год. Это является следствием того, что остров расположен выше пояса ураганов, поэтому вода здесь обычно спокойная и чистая. Однако же, прибрежные воды острова Кокос очень коварны, видимость, сила и направление течения могут измениться в считанные минуты, так что заниматься дайвингом здесь рекомендовано только специалистам.
В год остров принимает около 1100 человек, причём большинство предпочитает прибывать сюда в период с марта по май. Небольшие катера доставляют дайверов из порта Пунтаренас, морское путешествие составляет около 36 часов. Для нужд туристов в бухтах Чатам и Уофер оборудованы якорные стоянки, наличествуют также санитарные службы, кафе и душевые.

## Национальный парк Острова Кокос

### Организация

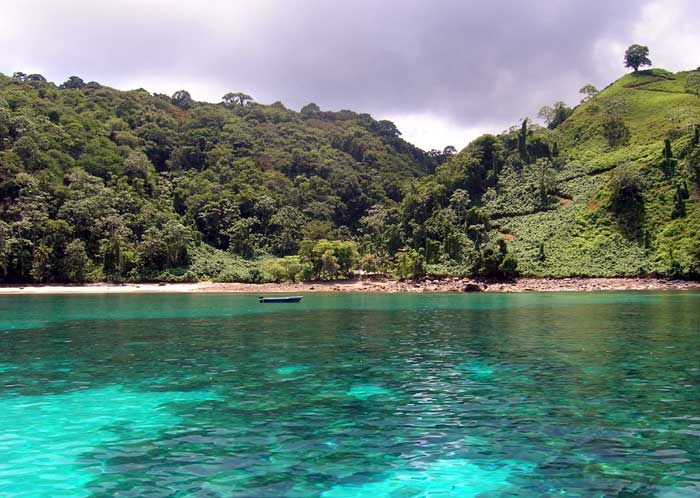
Остров Кокос, морская лагуна

Национальный парк острова Кокос был учреждён в 1998 году постановлением ЮНЕСКО № 08748-A. В 1982 году статус острова как охраняемой зоны международного значения был дополнительно подтверждён законом Коста-Рики № 6794. В 1991 году постановлением ЮНЕСКО № 20260 охраняемая зона была расширена; кроме собственно острова, в неё вошла 15-километровая шельфовая зона. Национальному парку был присвоен статус объекта «полной неприкосновенности» — иными словами, на острове и вокруг него запрещалась рыбная ловля и любая иная эксплуатация ресурсов моря, любая коммерческая, промышленная или сельскохозяйственная деятельность. В 1995 году острову и окружающей его 15-километровой зоне был присвоен статус охраняемой территории ЮНЕСКО № 24652.
Решение было принято согласно критериям ix («Объект является выдающимся образцом происходящих экологических или биологических процессов в эволюции и развитии земных, пресноводных, береговых и морских экосистем и растительных и животных сообществ.») и x («Объект включает в себя наиболее важную или значительную естественную среду обитания для сохранения в ней биологического многообразия, в том числе исчезающих видов исключительной мировой ценности с точки зрения науки») В списке Всемирного наследия ЮНЕСКО острову Кокос был присвоен номер 802.
За состоянием экосистемы и правилами пребывания на острове постоянно следит группа из девяти коста-риканских наблюдателей, построивших себе два дома — в бухте Чатам (полностью перестроен в 1993 году) и в бухте Уэйфер. Кроме того, ответственность за состояние экосистемы несут директор заповедника, его заместитель и трое администраторов.
В период 1995—1997 гг. на поддержание экосистемы острова и нужды безопасности было истрачено 1 040 000 долларов США, ещё 250 000 было выделено для покрытия необходимых расходов в 1998 году.

### Научная ценность и проводимые исследования
Кокос уникален тем, что это единственный остров в Восточной части Тихого океана, покрытый влажным тропическим лесом. Огибающее остров экваториальное противотечение и сложная система связей между землёй и океаном, делают Кокос уникальным с точки зрения биологической науки.
Из-за оторванности от материка на острове сложилась особенная, нигде не встречающая больше система растительных поясов; прибрежный коралловый риф населён многими видами рыб и моллюсков, на острове гнездится большое число морских и перелётных птиц.
На острове постоянно ведутся научные исследования: изучаются гнездование птиц, насекомые, растения.
Ведутся также климатологические и океанографические исследования.

### Опасности, угрожающие экосистеме острова
Наряду с кладоискательством, нанёсшим значительный урон уникальной экосистеме острова Кокос, в настоящее время на первый план выходит проблема хищнического вылова рыбы. Особенной опасности подвергаются акулы, так как акулье мясо в Коста-Рике считается изысканным лакомством. Наибольшую ценность для гурманов представляют акульи плавники, из которых готовится особого вида суп. Уже в порту Пунтаренас плавники легко сбыть по 30$, так что большинство местных браконьеров, заинтересованных в быстрой и лёгкой наживе, просто отрезают плавники выловленным акулам, выбрасывая туши за борт. Проблема браконьерства для острова Кокос обостряется вследствие того, что правительство Коста-Рики, пытаясь спасти поголовье морских обитателей, на 50 % урезало добычу рыбы в прибрежных заливах, и оставшиеся без прибыли рыбаки постепенно перебираются ближе к острову. Проблему усугубляет тот факт, что других источников доходов у прибрежных жителей нет, а семьи здесь традиционно велики.

## Остров Кокос в литературе
Существует мнение, что остров Кокос был одним из прототипов острова Робинзона Крузо, но вместо Тихого океана воображаемый остров был помещён в Атлантику.
Советский детский писатель Николай Внуков тоже высказывал мнение, что остров Кокос был прототипом острова из романа.
События романа Майкла Крайтона «Парк юрского периода» разворачиваются на вымышленном острове Нублар у тихоокеанского побережья Коста-Рики, прототипом которого послужил остров Кокос.